# Otto Magnus von Dönhoff
Otto Magnus Graf von Dönhoff (ur. 18 października 1665, zm. 14 grudnia 1717) – pruski arystokrata, dyplomata i wojskowy, budowniczy pałacu Friedrichstein (1709–1714).
W 1699 był posłem brandenburskim w Wiedniu, a w latach 1711–1713 reprezentantem Prus na kongresie pokojowym w Utrecht.
Jego pierwszą małżonką była Marie Elisabeth von Schlieben (zm. 1698), a drugą, którą poślubił 8 września 1701,  Wilhelmine Amalie von Dohna, z hrabiów zu Dohna-Schlobitten, córka feldmarszałka Alexandra zu Dohna-Schlobitten.